# Mohiuddinagar
Mohiuddinagar è una città dell'India di 13.764 abitanti, situata nel distretto di Samastipur, nello stato federato del Bihar. In base al numero di abitanti la città rientra nella classe IV (da 10.000 a 19.999 persone).

## Geografia fisica
La città è situata a 25° 34' 60 N e 85° 40' 0 E e ha un'altitudine di 43 m s.l.m..

## Società

### Evoluzione demografica
Al censimento del 2001 la popolazione di Mohiuddinagar assommava a 13.764 persone, delle quali 7.136 maschi e 6.628 femmine. I bambini di età inferiore o uguale ai sei anni assommavano a 2.900, dei quali 1.513 maschi e 1.387 femmine. Infine, coloro che erano in grado di saper almeno leggere e scrivere erano 6.037, dei quali 3.714 maschi e 2.323 femmine.